# Tredje pestpandemin
Den tredje pestpandemin var en pandemi av böldpest som uppkom i Yunnan i Kina år 1855,  och därifrån spred sig till samtliga kontinenter, med varierande dödlighet. Pandemin ledde till två miljoner dödsfall i Kina och tio miljoner döda i Indien. Den är känd som "tredje pestpandemin" eftersom justinianska pesten (541–542) räknas som den första och digerdöden (1346–1353) som den andra. Det är omdebatterat när denna pandemin ska ansetts ha avslutats, eftersom utbrott fortsatte fram till 1960. Det anses möjligt att den pestpandemin som fortsatte från 1800-talets slut i själva verket var lungpest och därmed en annan pandemi. 